# Wielkanocne smaganie

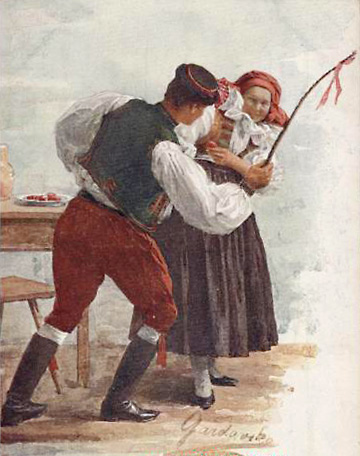
Smaganie dziewcząt na Morawach (1910)

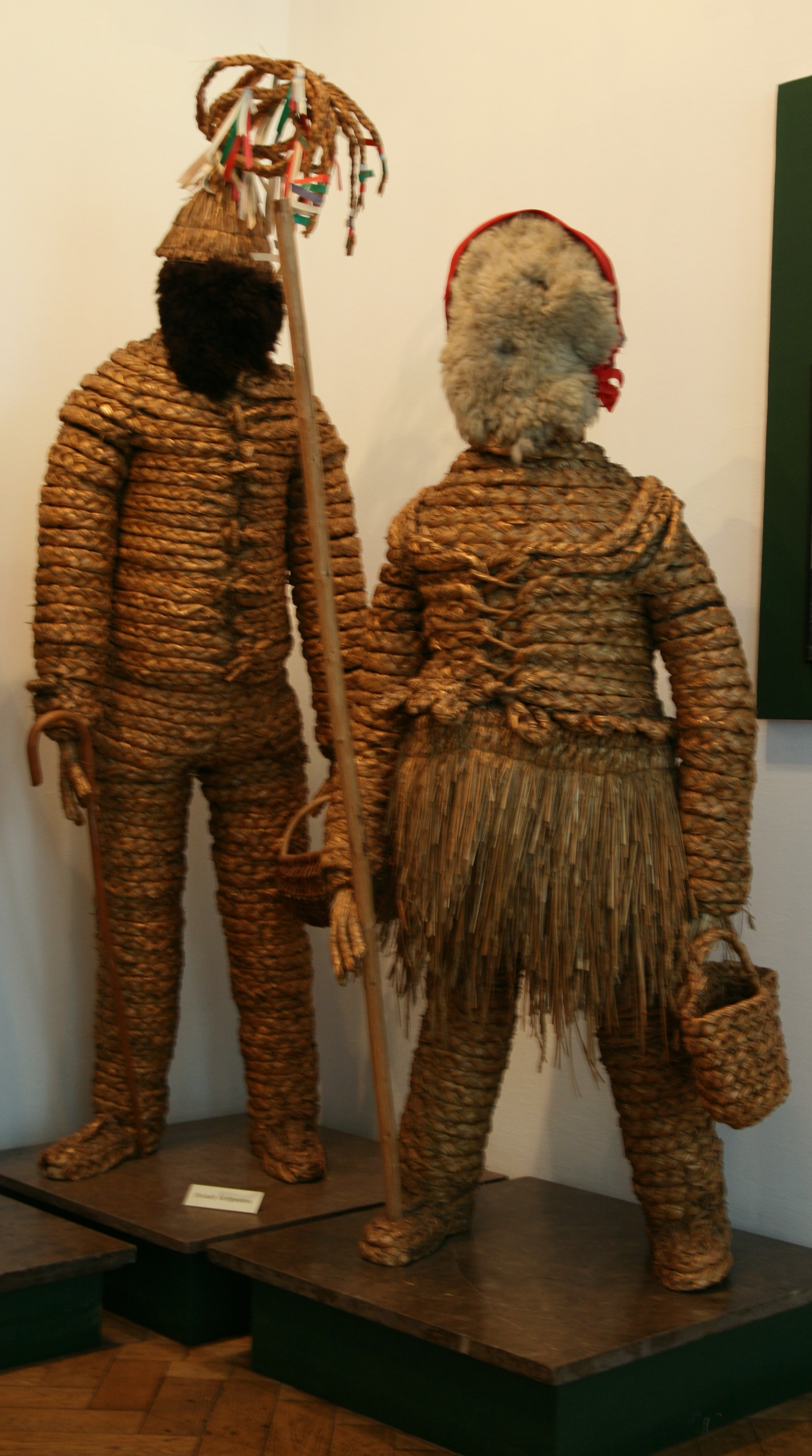
Dziady śmigustne, rzeźby z Muzeum Etnograficznego w Krakowie.

Wielkanocne smaganie (czes. pomlázka, słow. šibačka, węg. sibala niem. schmackostern) – zwyczaj wywodzący się z obrzędów i praktyk pogańskich, obecnie związany z Poniedziałkiem Wielkanocnym, obchodzony w Czechach, Słowacji, Polsce i na północy Węgier. Dawniej był również dobrze zachowany w Prusach.

## Etymologia i nazewnictwo
W Polsce zwyczaj był znany jako Śmigus (z różnymi wariantami tego słowa). Na Kaszubach (gdzie oblewanie się wodą nie jest praktykowane) Poniedziałek Wielkanocny jest nazywany dëgòsem, a chłostanie dziewcząt jest określane jako dëgòwanié.
W literaturze czeskiej najczęściej stosowanym terminem dla tego zwyczaju jest Pomlázka. Pojęcie to jest wywodzone od czeskiego słowa pomládit (pomładzać) i może również odnosić się do samej rózgi wielkanocnej, która jest narzędziem stosowanym do smagania przy tym obrzędzie. Poza pomlázką Obrzęd ma w Czechach wiele regionalnych nazw, znanymi czeskimi określeniami dla tego zwyczaju są m.in. Mrskacka, Slehacka (na Morawach) oraz Smerkust (we wschodniej części krainy Czech). W wielu przypadkach etymologii słowa można się dopatrywać w śmigusie i dyngusie, ale niektóre są związane z innymi terminami stosowanymi w okresie jarych godów, w których relewantny był urodzaj i płodność.
Słowackie słowo Sibacka i węgierskie sibala, najprawdopodobniej pochodzi do frazy, które jest odpowiednikiem średniopolskiego szybać. Jest ona synonimem, dla słów takich jak śmignąć (nadać czemuś szybki ruch, wznieść w powietrze, lub smagać), szybować, siec.
Czeskie i Słowackie określenia zwyczaju zakończone końcówką flekcyjną -ačka, luźno utożsamiają wzajemnie rózgę jak i sam zwyczaj. Podobnie w polskim języku pojęcie (nie koniecznie w ramach Wielkanocy) chłosta oznacza zarówno bicz jak i biczowanie.
Dowodem na dużą spójność oblewania ze smaganiem jest etymologia słów chlustać/chłostać oraz wieloznaczność słów zlać (polać wodą/zbić).

## Obrzędy
Zwyczaj był jedną z wielu słowiańskich praktyk obchodzonych przy nadejściu wiosny. Smaganie miało uzdrawiać, dostarczać siły witalne i wypędzać złe moce (duchy). W folklorze słowiańskim smaganie było często zbieżne z oblewaniem i wraz z nim było szczególnie ważne dla panien i dziewcząt, bo miało sprzyjać płodności. Zwyczaj ten był często praktykowany przy kolędowaniu wielkanocnym. Współcześnie zaadaptowały się także pojęcia takie jak np. śmiguśny poniedziałek (w Polsce), Sibati Utorok (na Słowacji), Mrskany Poniedieli (na Morawach). Chrześcijaństwo przyjmując ten pogański zwyczaj, powiązało go z cierpieniem Jezusa Chrystusa, w trakcie drogi krzyżowej i zaczęło interpretować jako rodzaj umartwiania. Na Górnym Śląsku Cieszyńskim bicie witkami interpretuje się jako "suszenie" konieczne po wcześniejszym oblaniu wodą. 
W Prusach i zachodnich Niemczech smaganie praktykowane było również w Barbórkę (ale nie na pruskim wtedy Śląsku). Na Węgrzech smaganie wielkanocne jest znane tylko w niektórych regionach na północy. Na obszarze całych Węgier oraz w Austrii obrzęd znany jest w Dzień Niewiniątek, 28 Grudnia.
Chłosta religijna jako rodzaj pokuty i odganianie złych duchów była praktykowana przejściowo w wielu miejscach świata. Podobne praktyki były uprawiane też przez Rzymian na cześć bóstwa Faunus oraz przy Luperkaliach. Istnieje teoria według której podobieństwo to ma charakter pierwotny, a także teoria, według której praktyki że dotarły wraz z kapłanami lub mnichami pochodzącymi z Włoch.